# Štědrá
Štědrá (německy Stiedra) je obec v okrese Karlovy Vary v Karlovarském kraji. Leží zhruba pět kilometrů jihozápadně od Žlutic a 25 kilometrů jihovýchodně od Karlových Varů. Žije zde 522 obyvatel. Sousedními obcemi sídla jsou Pšov, Bochov, Žlutice, Toužim, Bezvěrov a Manětín.

## Historie
První písemná zmínka o vesnici pochází z roku 1239, kdy se na zdejší tvrzi zmiňuje Vít ze Štědré (Wit de Stedri). Podle písemných zmínek musela místní farnost v roce 1384 odvádět půlročně desátek ve výši 24 groše, což ukazuje na bohatou farnost s delší historií působení. Velký rozmach obce nastal po roce 1731, kdy hrabě Ferdinand Jakub z Kokořova dokončil přestavbu zámku a přenesl do Štědré sídlo žlutického panství.

## Obyvatelstvo
Při sčítání lidu v roce 1921 zde žilo 434 obyvatel (z toho 200 mužů), z nichž bylo 24 Čechoslováků, 404 Němců a šest cizinců. Kromě čtyř evangelíků a dvou židů se hlásili k římskokatolické církvi. Podle sčítání lidu z roku 1930 měla vesnice 437 obyvatel: 59 Čechoslováků, 377 Němců a jednoho cizince. Mimo římskokatolickou většinu zde žilo sedm evangelíků, tři členové církve československé, deset židů a šestnáct lidí bez vyznání.
|                                                                                | 1869 | 1880 | 1890 | 1900 | 1910 | 1921 | 1930 | 1950 | 1961 | 1970 | 1980 | 1991 | 2001 | 2011 | 2021 |
| ------------------------------------------------------------------------------ | ---- | ---- | ---- | ---- | ---- | ---- | ---- | ---- | ---- | ---- | ---- | ---- | ---- | ---- | ---- |
| Obyvatelé                                                                      | 321  | 353  | 379  | 387  | 406  | 434  | 437  | 243  | 321  | 367  | 369  | 330  | 323  | 257  | 234  |
| Domy                                                                           | 59   | 58   | 58   | 62   | 65   | 69   | 86   | 59   | 94   | 66   | 61   | 61   | 67   | 73   | 73   |
| Počet domů z roku 1961 zahrnuje domy místních částí Lažany, Mostec a Přestání. |      |      |      |      |      |      |      |      |      |      |      |      |      |      |      |

## Obecní správa

### Části obce
- Štědrá
- Brložec
- Domašín
- Lažany
- Mostec
- Prohoř
- Přestání
- Zbraslav

### Obecní symboly
Znak a vlajka byly obci uděleny rozhodnutím předsedy Poslanecké sněmovny Parlamentu České republiky dne 8. června 2004.

## Pamětihodnosti
- V zahradě za domem čp. 21 se dochovalo tvrziště, které je pozůstatkem zdejší tvrze ze třináctého století.[4]
- Zámek Štědrá
- Kostel Narození Panny Marie
- Socha svatého Františka Xaverského
- Socha svatého Jana Nepomuckého
- Socha svatého Prokopa

## Galerie

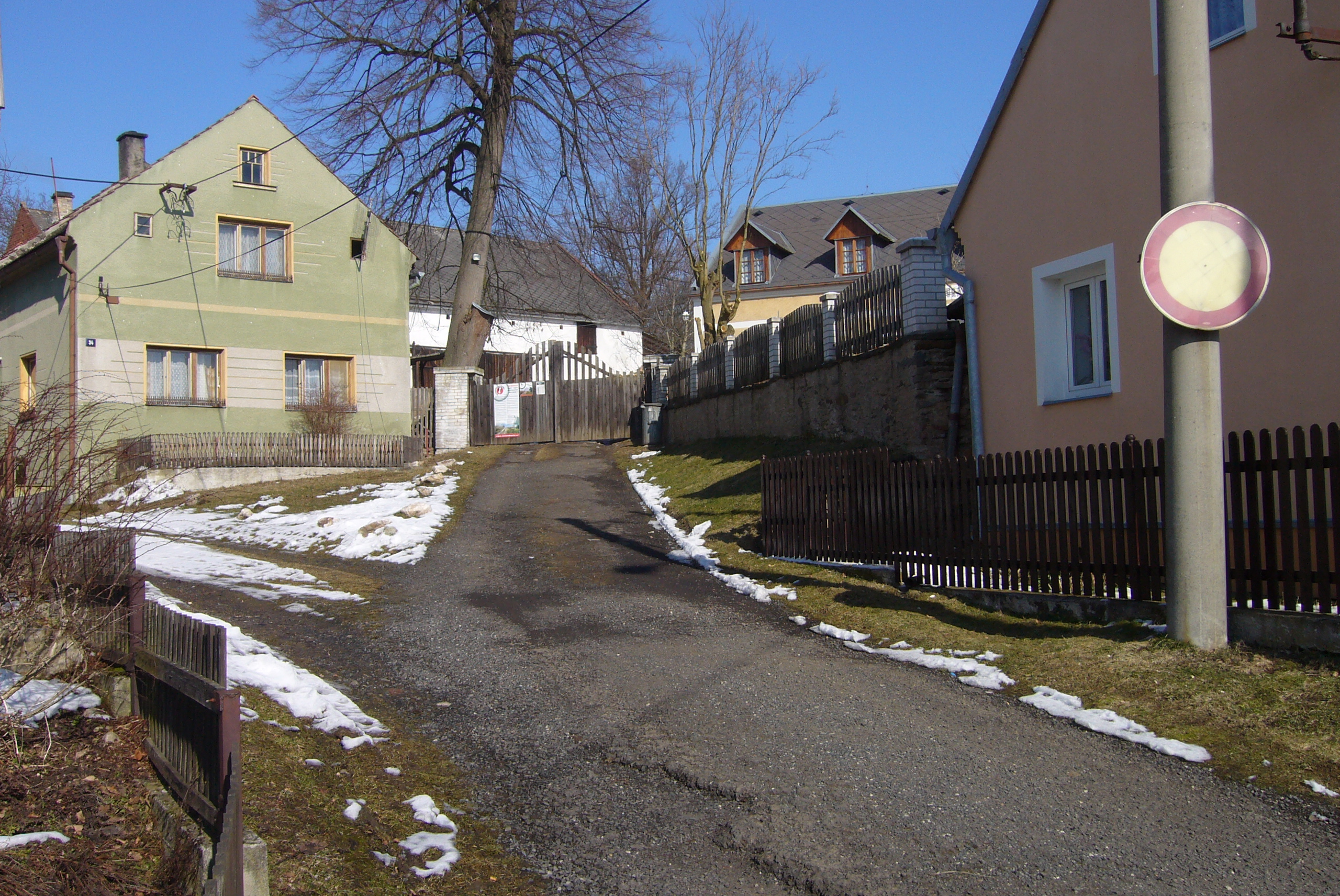
Domy v severní části návsi
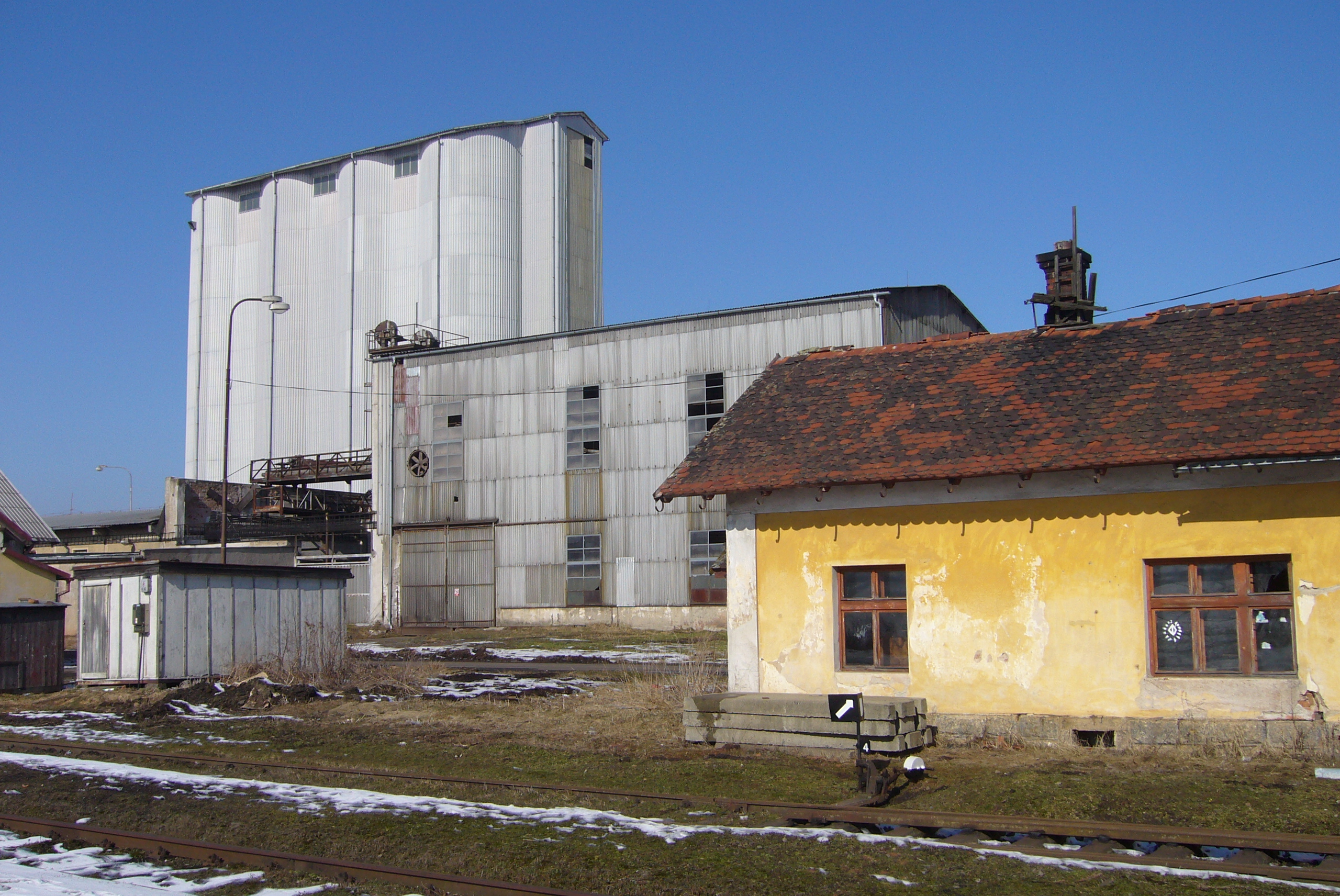
Silo
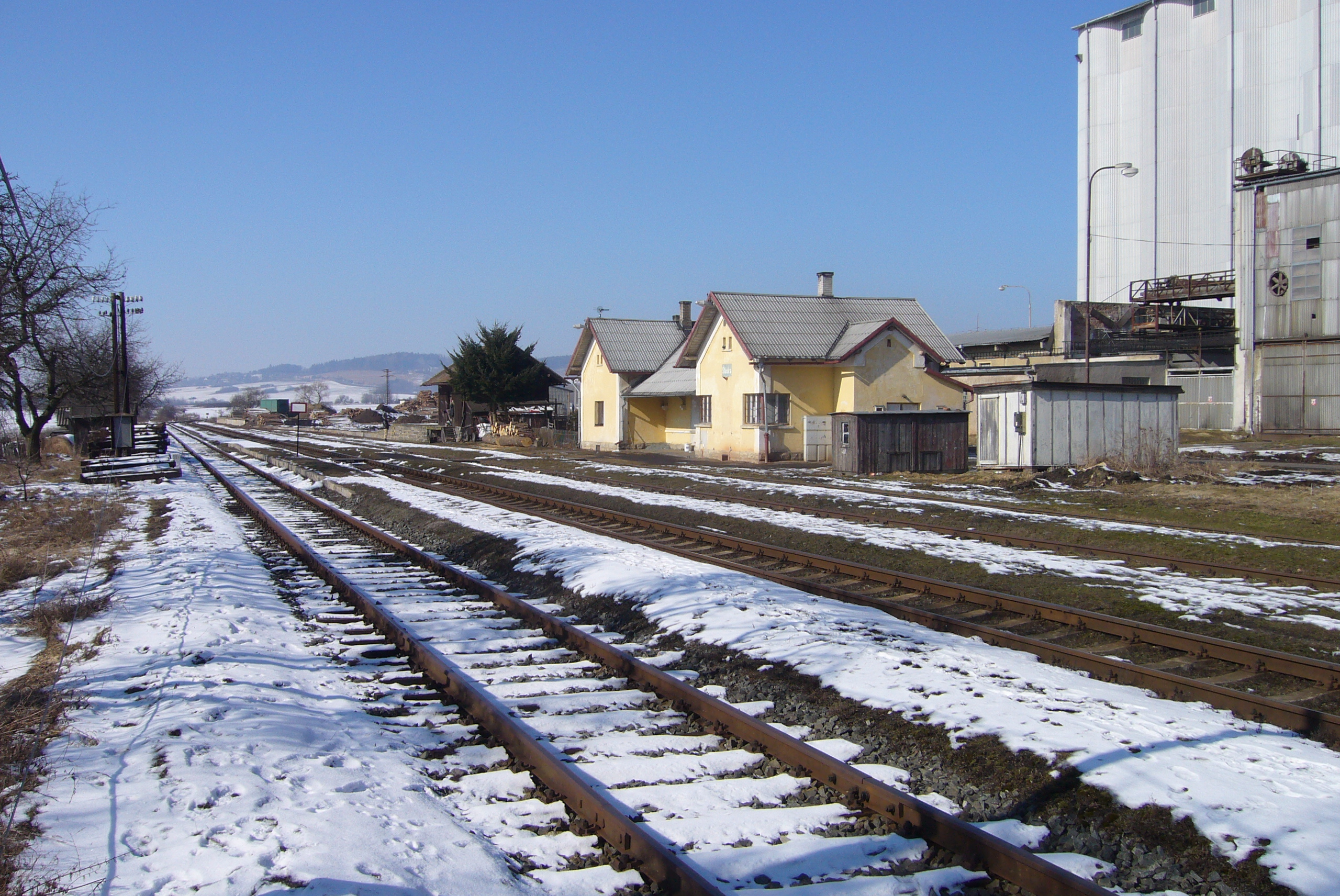
Železniční zastávka